# Cosa en sí

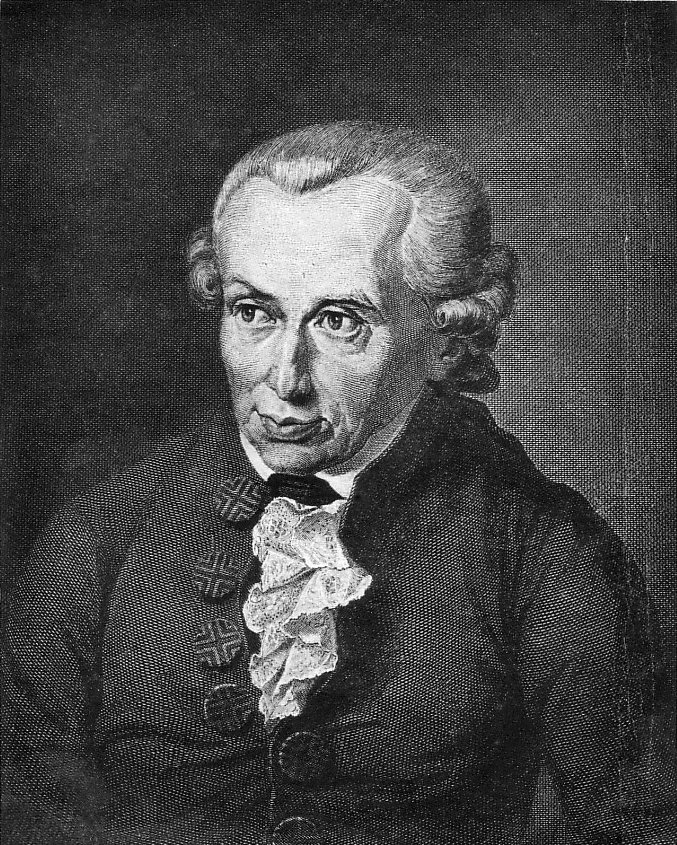
Retrato de Immanuel Kant.

La cosa en sí (Ding an sich) es un concepto kantiano que alude a la realidad tal y como podría pensarse al margen de cualquier experiencia posible. A diferencia del fenómeno, la cosa en sí está más allá de todo conocimiento sensible.
No debe confundirse con la idea de noúmeno, a pesar de que se halla relacionada con ella. Está estrechamente relacionada con dicho concepto, en oposición a fenómeno, sus manifestaciones.
Después de Kant, varios filósofos han reutilizado o criticado el concepto. Por otra parte, la especulación sobre la cosa en sí o un concepto equivalente es fundamental en las filosofías orientales. El concepto generó una notable controversia filosófica. Está estrechamente relacionado con el concepto de Kant de noúmeno o el objeto de investigación, en oposición a fenómeno, sus manifestaciones.

## Distinción con el noúmeno
Cuando el noúmeno se toma en el sentido de cosa-en-sí, sólo lo es en la medida en que se concibe de distinta manera que como fenómeno. Es decir, el noúmeno es lo otro del fenómeno y es, para Kant, un «concepto negativo» que permite dar cuenta de los límites del conocimiento sensible. Kant explica que, dado que el fenómeno no es nada por sí mismo ni por fuera de nuestro modo de representación, implica necesariamente una relación con un objeto independiente de la sensibilidad. De ahí que: 

«El concepto de noúmeno se desprende de lo dicho, pero no se trata ni de un concepto positivo ni de un conocimiento determinado de una cosa, sino que significa simplemente el pensamiento de algo en general, pensamiento en el que se hace abstracción de toda forma de la intuición sensible. Para que un noúmeno signifique un objeto verdadero, diferenciable de todo Fenómeno, no basta que libere mis pensamientos de todas las condiciones de la intuición sensible. Debo, además, tener razones para suponer una intuición distinta de la sensible, una intuición bajo la cual pueda darse semejante objeto. De lo contrario, aunque mi pensamiento carezca de contradicción, está vacío de contenido».
Crítica de la razón pura, capítulo El fundamento de la distinción de todos los objetos en general en fenómenos y noúmenos.

La cosa en sí es la cosa tal como se presenta fuera de las determinaciones del espacio y del tiempo y de las categorías del entendimiento. A diferencia del noúmeno, mantiene sin embargo una relación con el fenómeno en la medida en que es su fundamento (y no su causa, porque el concepto de causalidad sólo se aplica a los fenómenos).

## La cosa en sí según Kant

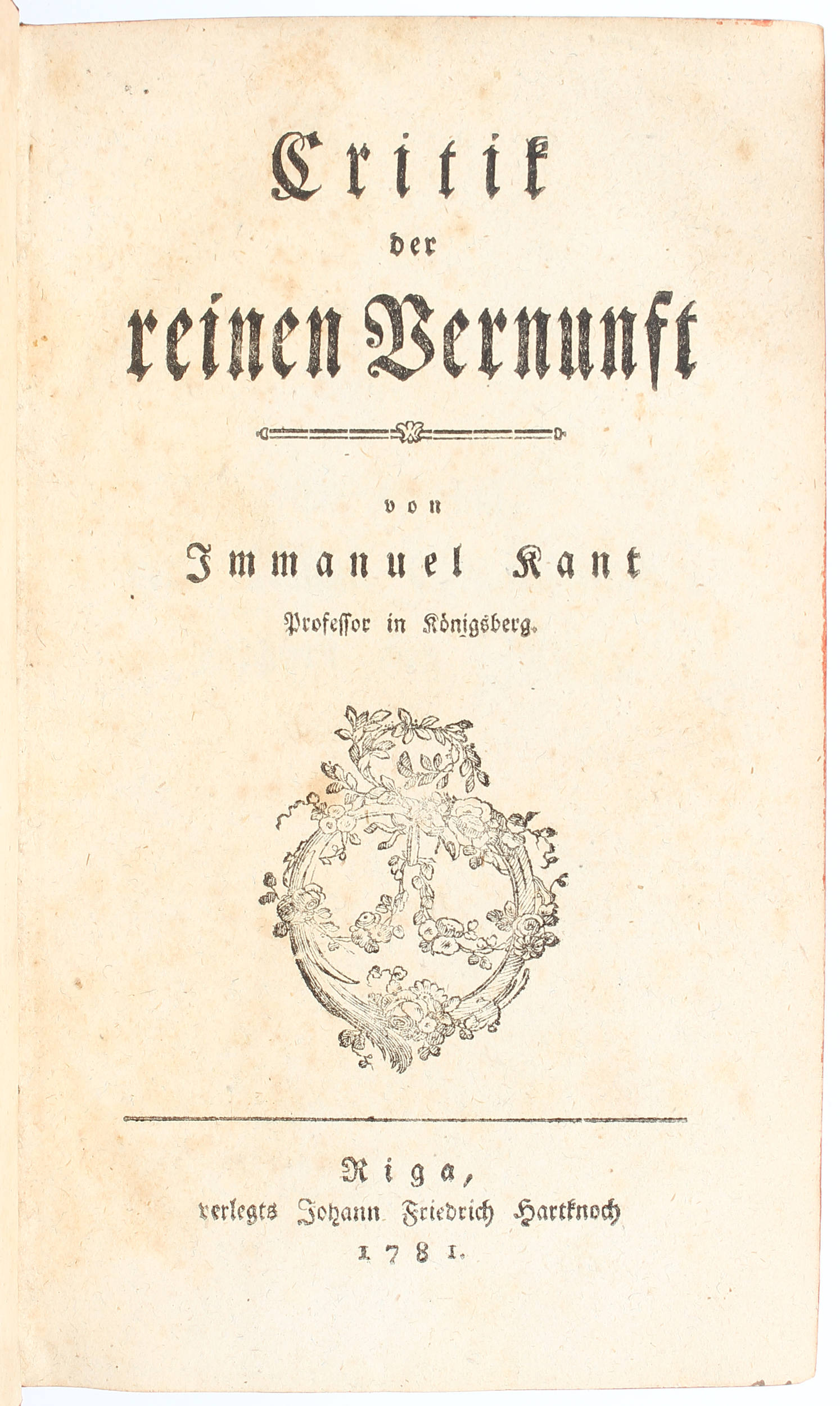
Portada de la primera edición de la Crítica de la razón pura.

Según Immanuel Kant, la cosa en sí es un concepto problemático. Es decir, la cosa en sí es un concepto pensable e incluso indispensable para asignar un valor a nuestro conocimiento y para determinar el objeto del conocimiento sensible, pero por el uso de este concepto, nada de su esencia se conoce realmente. La cosa en sí es una limitación del conocimiento y así actúa sobre nuestras representaciones, de manera negativa. La cosa en sí es lo que la intuición sensible no puede alcanzar.

«Aunque fuéramos capaces de aclarar al máximo esa nuestra intuición, no por ello estaríamos más cerca del carácter de los objetos en sí mismos. Pues, en cualquier caso, sólo llegaríamos a conocer perfectamente nuestro modo de intuir, esto es, nuestra sensibilidad, pero sometida ésta siempre a las condiciones de espacio y tiempo, originariamente inherentes al sujeto. El más claro conocimiento del fenómeno de los objetos, que es lo único que de ellos nos es dado, jamás nos haría conocer en qué consisten en sí mismos».
Crítica de la razón pura, capítulo El fundamento de la distinción de todos los objetos en general en fenómenos y noúmenos.

Sólo hay una manera de que lleguemos a una mayor determinación de esta relación, razonando por analogía. Debemos tener siempre en cuenta que la analogía no prueba nada de lo que la cosa en sí es positivamente, pero sirve como modelo. Es a través de la razón práctica que Kant encuentra el camino más capaz de conducir al conocimiento positivo de la cosa en sí. En efecto, sólo la libertad en sentido trascendental, es decir en sentido negativo, es decir como sustracción hecha de todas las condiciones del conocimiento fenoménico, permite vislumbrar la manifestación de la cosa en sí como libertad positiva.
Para Kant, la cosa en sí tiene un estatuto más epistemológico que ontológico: es más un límite de nuestro conocimiento que una esencia o una cosa que exista.

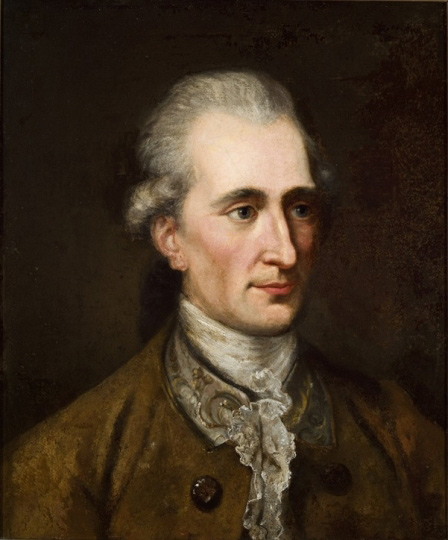
Retrato de Friedrich Heinrich Jacobi.

### Crítica de Jacobi
Friedrich Heinrich Jacobi, en su Apéndice sobre el idealismo trascendental, critica la cosa en sí como una noción contradictoria en la filosofía de Kant, y renueva su crítica en su David Hume (1815):

«[La doctrina kantiana] parte incontrovertiblemente de la creencia natural en un mundo material existente, independiente de nuestras representaciones, que luego destruye mediante la doctrina de la absoluta idealidad de todo lo espacio-temporal, de tal manera que, como ya he explicado con anterioridad, sin partir de la creencia natural como fundamento firme y permanente no se entra en el sistema kantiano, pero con ella no se puede permanecer en él, precisando abandonarlo».
Crítica de la razón pura, capítulo El fundamento de la distinción de todos los objetos en general en fenómenos y noúmenos.

Kant siempre se defendió de la acusación de idealismo absoluto (especialmente en su Refutación del idealismo ), aunque reconoció que el vínculo entre la cosa en sí y el fenómeno, entre la experiencia externa y la experiencia interna, era inexplicable.

### Crítica de Schulze
La obra de G.E. Schulze Aenesidemus, primero publicada de manera anónima, fue uno de los ataques más exitosos contra el proyecto de Kant. Según la enseñanza de Kant, las cosas en sí mismas no pueden causar apariencias, ya que la categoría de causalidad sólo puede encontrar aplicación en los objetos de experiencia. Kant, por tanto, no tiene derecho a afirmar la existencia de las cosas en sí mismas.
Posteriormente, esta contradicción fue generalmente aceptada como el principal problema de la cosa en sí. Esta crítica a la noción de cosa en sí tuvo un gran impacto en Fichte. Schopenhauer llamó a Schulze, quien se reveló como el autor, como «el más agudo» de los oponentes de Kant.

### Crítica de Fichte
Inicialmente Fichte abrazó la filosofía kantiana, incluida una cosa en sí, pero el trabajo de Schulze le hizo revisar su posición.

«El Enesidemo, que considero uno de los productos más notables de nuestra década, me ha convencido de algo que, sin duda, ya sospechaba: que incluso después de los trabajos de Kant y Reinhold, la filosofía todavía no es una ciencia. Aenesidemus ha sacudido mi propio sistema hasta sus cimientos y, como no se puede vivir muy bien a cielo abierto, me he visto obligado a construir un nuevo sistema. Estoy convencido de que la filosofía sólo puede convertirse en ciencia si se genera a partir de un solo principio, pero que entonces debe volverse tan evidente como la geometría».

Posteriormente Fichte desecharía el concepto de cosa en sí en su Ciencia del conocimiento.

### Crítica de Schopenhauer
En su Crítica de la filosofía kantiana adjunta a El mundo como voluntad y representación (1818), Arthur Schopenhauer coincidió con los críticos en que la manera en que Kant había presentado la cosa en sí era inadmisible, pero consideró que Kant tenía razón al afirmar su existencia y elogió la distinción entre cosa en sí y apariencia como el mayor mérito de Kant. Como escribió en el volumen 1 de su  Parerga y Paralipomena , Fragmentos de la historia de la filosofía, §13:

Kant se guio por la verdad que ciertamente sintió que detrás de cada fenómeno hay un ser en sí de donde tal fenómeno obtiene su existencia... Pero se comprometió a derivar esto de la representación dada misma mediante la adición de sus leyes que son conocidas por nosotros "a priori". Sin embargo, sólo porque son "a priori", no pueden conducir a algo independiente y diferente del fenómeno o la representación; y así, para este propósito, tenemos que seguir un curso completamente diferente. Las inconsistencias en las que Kant estuvo involucrado a través de la mala conducta tomada por él a este respecto le fueron demostradas por GE Schultze, quien con su manera ponderada y difusa expuso el asunto primero de forma anónima en su Aenesidemus... y luego en su  Kritik der Teoretischen Philosophie.

### Crítica de Mainländer
Philipp Mainländer elogió a Kant por romper las reglas de su propia filosofía para proclamar la existencia de una cosa en sí.

Lo hizo porque no temía nada más que la acusación de que su filosofía es el idealismo puro, que convierte todo el mundo objetivo en una ilusión y le quita toda la realidad. Con esto en mente, vale la pena leer las tres observaciones de la primera parte de los Prolegómenos. No puedo condenar esta gran inconsecuencia. Era el menor de dos males, y Kant lo abrazó con valentía.

## La cosa en sí después de Kant
El concepto de cosa en sí será criticado tanto por idealistas como por realistas. Para Hegel, tal como expone en la Fenomenología del espíritu, Kant planteó un absoluto al que entonces renunció a conocer realmente, limitándose a las apariencias, a los fenómenos, tal como los entrega nuestro conocimiento.
Postulada como incognoscible, la cosa en sí planteará muchos problemas a la filosofía posterior, que buscará prescindir de este concepto. La concepción fenomenológica del objeto en Husserl proporciona un ejemplo de la concepción del objeto que no utiliza la noción de cosa en sí misma para comprender el objeto. El objeto ya no es incognoscible, detrás del fenómeno: el objeto es el objeto fenoménico.
Heidegger, en Kant y el problema de la metafísica piensa por el contrario que es la finitud (a la que el pensamiento no escapa) la que reduce lo absoluto a ser sólo el objeto de una idea simple. La distinción entre cosa en sí y fenómeno es subjetiva, es sólo una cuestión de punto de vista (lo que derriba la crítica de Jacobi al evacuar cualquier posibilidad de nexo causal entre fenómeno y cosa en sí). Así, el doble carácter del ser como fenómeno y cosa en sí corresponde al doble modo en que éste puede relacionarse o con un saber finito o con un saber infinito.

## En las filosofías orientales
La especulación en torno a la cosa en sí o un concepto equivalente es central en la mayoría de las filosofías orientales, ya sea afirmándolo como un absoluto, como el Tao del taoísmo, el Brahman de Vedanta; o negándolo por completo (el vacío del budismo).